# Eo biển Triều Tiên
Eo biển Triều Tiên (tiếng Anh: Korea Strait) là eo biển nằm giữa bán đảo Triều Tiên và đảo Kyushu. Phần phía Đông đảo Tsushima là eo biển Tsushima. Phần phía Tây là eo biển phía Tây. Eo biển rộng chừng 120 km, sâu bình quân từ 90–100 m.

## Lịch sử
Năm 1905, ở đây diễn ra trận hải chiến nổi tiếng- Hải chiến Tsushima giữa hải quân Đế quốc Nga và Đế quốc Nhật với phần thắng về phía Nhật.
Thời kì Chiến tranh Lạnh đây là vùng biển trọng yếu nên thường xuyên xuất hiện tàu chiến của Liên Xô và Hoa Kỳ.

## Địa lý
Đảo Tsushima chia eo biển này thành hai phần là Đông và Tây. Phần Đông nằm về phía Nhật Bản và phía Tây nằm về phía Hàn Quốc.

## Tên gọi
Ở Nhật Bản, eo biển này được gọi là eo biển Tshushima, còn eo biển phía Đông đảo Tsushima được gọi là đường thủy phía Đông eo biển Tsushima.
Ở Hàn Quốc, eo biển này được gọi là eo biển Đại Hàn. Trong khi đó, ở CHDCND Triều Tiên lại gọi là eo biển Triều Tiên.